# Cristoforo Alasia de Quesada
Cristoforo Alasia de Quesada (Sássari, 21 de novembro de 1864 – Albenga, 19 de novembro de 1918) foi um matemático italiano.

## Vida e obra
Alasia estudou na Universidade de Turim (onde foi aluno de Enrico D'Ovidio e Giuseppe Peano) e Universidade de Roma "La Sapienza" (aluno de Luigi Cremona). Em 1893 começou sua carreira acadêmica como professor de matemática em diferentes escolas em Sássari, Tempio Pausania, Oristano, Ozieri, Brindisi e finalmente em Albenga.
Alasia foi bem conhecido no início do século XX por ter sido o fundador do Le Matematiche Pure e Applicate, um periódico devotado ao aprimoramento do conhecimento científico de professores.